# Normand Labrie
Pour les articles homonymes, voir Labrie.
 (juillet 2018).
Normand Labrie, né en 1956 à Lévis au Canada est un linguiste canadien.
Professeur titulaire de sociolinguistique, au Département de Curriculum, Teaching and Learning à l'Institut des études pédagogiques de l'Ontario (Ontario Institute for Studies in Education, OISE) de l'Université de Toronto, il est nommé recteur par intérim de l'Université de l'Ontario français du 1er juillet 2018 au 30 juin 2019.
Il est l'auteur de plus de cent cinquante publications en français, en anglais, en allemand, en espagnol, en catalan et en basque, dont 30 articles dans des revues arbitrées. En plus de siéger sur les comités scientifiques de plusieurs revues internationales de sociolinguistique, il publie dans de nombreuses d'entre elles (Journal of Multilingual and Multicultural Development, Sociolinguistica, Bulletin suisse de linguistique appliquée, World Englishes).

## Biographie

### Ontario
Docteur en linguistique, Normand Labrie enseigne depuis 1991 comme professeur de sociolinguistique à l'Université de Toronto. Il mène de nombreux travaux sur le pluralisme linguistique, qu'il a étudié sous différents angles, allant des pratiques langagières aux politiques linguistiques, en passant par la construction identitaire et l'accès à l'éducation des francophones en situation minoritaire notamment au niveau postsecondaire.
Il occupe successivement les postes de directeur du Centre de recherches en éducation franco-ontarienne de 1994 à 2004, puis de vice-doyen à la recherche à l'Institut des études pédagogiques de l'Ontario (Ontario Institute for Studies in Education, OISE) de l'Université de Toronto, de 2004 à 2012.
De 2004 à 2009, il est nommé membre du Comité consultatif auprès de la ministre des Affaires francophones par le gouverneur en conseil.
Il fait partie de 2011 à 2013 d'un panel d'experts sur l'Accès des francophones aux études postsecondaires dans le Centre-Sud-Ouest de l'Ontario créé par le ministre de la Formation, des Collèges et Universités, dont la recommandation principale appuie le renforcement des capacités du système d'éducation à dispenser un enseignement postsecondaire en français dans ces régions. Cette recommandation a été retenue par le Gouvernement qui a mis sur pied ultérieurement le Conseil de planification pour une université de langue française dans le Centre-Sud-Ouest de 2016 à 2017, dont il fait partie comme membre. Le rapport du Conseil de planification donne lieu au dépôt et à l'adoption par Queen's Park d'un projet de loi créant l'Université de l'Ontario français. Il est alors membre du Comité technique de mise en œuvre de cette nouvelle université de 2017 à 2018, puis nommé recteur par intérim par son Conseil de gouvernance du 1er juillet 2018 au 30 juin 2019.
Le Professeur Labrie est membre du Conseil de gouvernance de l'Université de Toronto depuis juillet 2017 et membre du Conseil d'administration du Conseil de recherches en sciences sociales et humaines du Canada depuis avril 2018.

### Québec
Nommé par le Conseil des ministres du Québec, il devient le premier directeur scientifique du Fonds de recherche du Québec - Société et culture entre 2012 à 2015. Durant son mandat, il participe à l'avancée de la recherche en sciences sociales et humaines et leur contribution dans la recherche intersectorielle et  renforce les liens du Fonds au niveau national et international. Il joue un rôle clé dans l'élaboration du Plan stratégique du Fonds Société et culture de 2014 à 2017, qui sera adopté par l'Assemblée nationale.

### International
Entre 1997 et 2004, Normand Labrie enseigne comme professeur invité de sociolinguistique et d'études canadiennes à l'Université libre de Berlin, l'Université Sorbonne-Nouvelle et l'Université Christian-Albrecht de Kiel.
De 1996 à 2001, il travaille pour la Commission européenne comme expert polyglotte chargé de l'évaluation des demandes de subventions pour l'Appel à actions visant la promotion des langues minoritaires.
Il sert auprès de l'Agence universitaire de la Francophonie en tant que vice-président de son Comité consultatif sur la situation de la langue française en Amérique du Nord, de 1998 à 2000, et comme coordinateur international du Comité du réseau des Observatoires du français de 1999 à 2002.
Mandaté par le ministère de l'Intérieur de la Confédération suisse, il assume depuis 2011 la présidence du Comité d'audit scientifique du Centre de compétences scientifiques sur le plurilinguisme de Fribourg établi conformément à la Loi fédérale sur les langues nationales de 2010 et dont le mandat consiste à marier recherche de pointe et appui aux pouvoirs publics.
Élu par l'Assemblée générale de l'UNESCO de 2013 à 2017, il représente le Canada auprès du Conseil intergouvernemental du programme Management of Social Transformation (MOST), son unique programme en sciences sociales visant à joindre la recherche et la praxis en vue d'appuyer les pouvoirs publics engagés dans des transformations sociales. Il est également désigné rapporteur du Comité et fait partie du Bureau exécutif de 2015 à 2017.
En Asie, il est invité à deux reprises par le Beijing Forum pour la promotion des sciences sociales et humaines. Il a aussi mis son expertise à contribution dans la création en 2012 de l'Université Azim Premji en Inde.

## Distinctions
- Chevalier de l'Ordre de la Pléiade en 2007 en reconnaissance de sa contribution au développement de la francophonie en Ontario
- Membre de la Société royale du Canada depuis 2016

## Publication
- L'accès des francophones aux études post-secondaires en Ontario: perspectives étudiantes et institutionnelles[4]